# Chiesa di San Bartolomeo a Santo Stefano
La chiesa di San Bartolomeo si trova a Santo Stefano, piccolo abitato di origini etrusche, nel comune di Montaione, in provincia di Firenze, diocesi di Volterra.

## Storia
Già citata nelle Rationes Decimarum relative agli anni 1276 - 1277, viene però ricordata col titolo di San Michele, confondendola probabilmente con la chiesa di San Michele a Barbialla, poco distante; oppure, la confusione potrebbe essere stata generata da un altare dedicato proprio a San Michele presente in chiesa.
Nelle decime fino agli anni 1302 - 1303 è invece citata come Ecclesia S. Stephani.
La prima citazione completa del titolo della chiesa si ha in un testamento datato 3 aprile 1348 nel quale un chierico chiedeva di poter essere sepolto apud ecclesiam Sancti Bartolomei de Santo Stefani.

## Descrizione dell'edificio
L'edificio è a pianta rettangolare ed è privo di abside.
Sul fianco occidentale vi è addossata la canonica, su quello orientale un edificio rurale. La facciata mostra, dove l'intonaco è stato rimosso, un paramento murario di conci di pietra arenaria squadrati disposti in corsi irregolari.
Anche l'interno è completamente intonacato.

## Il monumento ai caduti della prima guerra mondiale
Sul sagrato della chiesa si trova una piccola stele, posta in opera il 4 novembre 1927, con incisi i nomi dei caduti della frazione di Santo Stefano nella grande guerra, la quale recita:

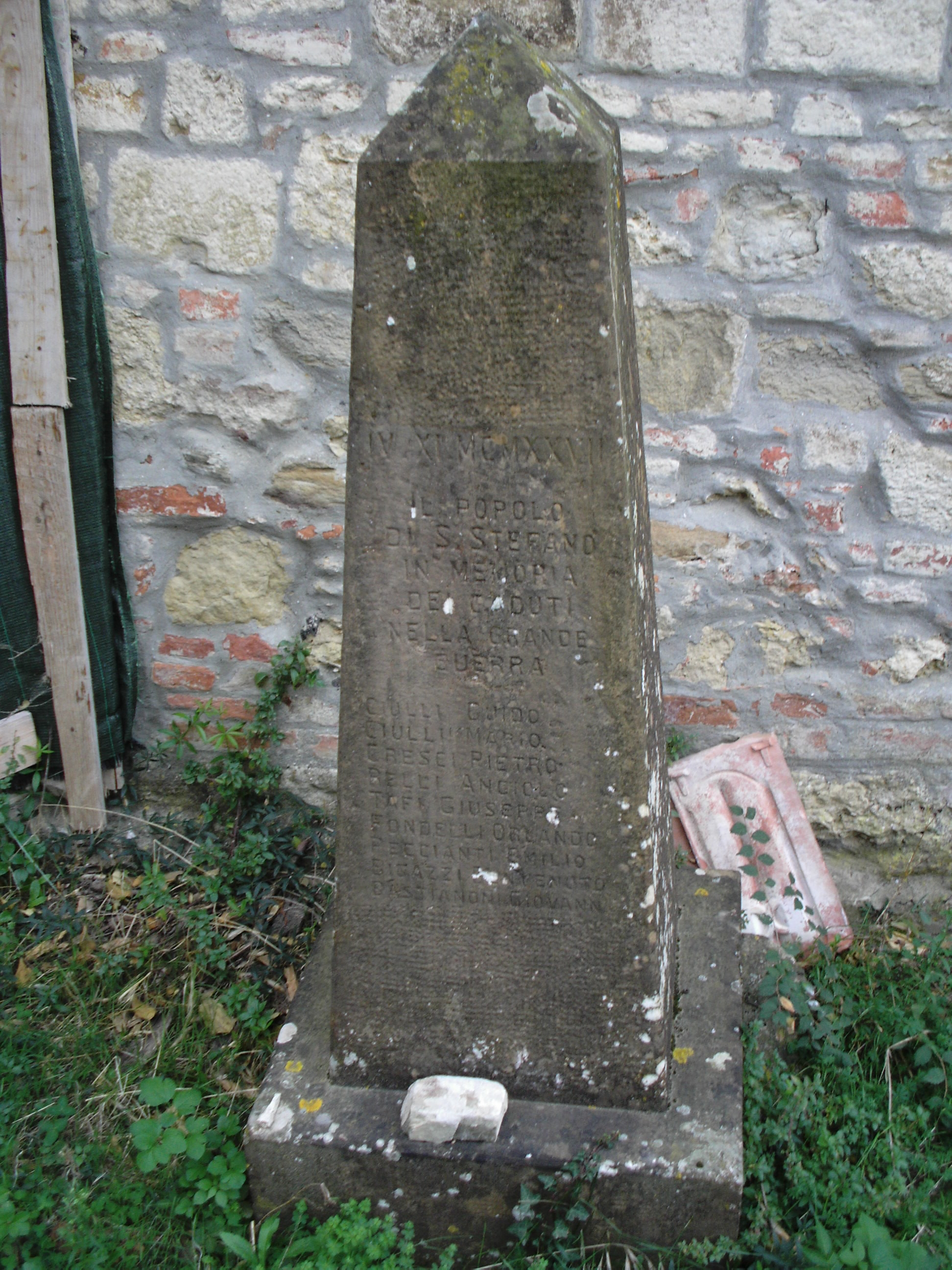
Monumento ai caduti

"IV XI MCMXXVII
IL POPOLO
DI S. STEFANO
IN MEMORIA
DEI CADUTI
DELLA GRANDE
GUERRA
CIULLI GUIDO
CIULLI MARIO
CRESCI PIETRO
BELLI ANGIOLO
TAFI GIUSEPPE
FONDELLI ORLANDO
PECCIANTI EMILIO
BIGAZZI BENVENUTO
BASTIANONI GIOVANNI"